# هوندا واموس
هوندا واموس (Honda Vamos) خودرویی است که در سال‌های ۱۹۷۰–۱۹۷۳تولید شده‌است.
این خودرو در کلاس کامیونت قرار گرفته، طراحی آن خودروهای موتور وسط عقب-محور عقب بوده طول آن در حالت طبیعی ۲٬۹۹۵ میلیمتر (۱۱۷٫۹ اینچ)، عرض آن در حالت طبیعی ۱٬۲۹۵ میلیمتر (۵۱٫۰ اینچ)، ارتفاع آن در حالت طبیعی ۱٬۶۵۵ میلیمتر (۶۵٫۲ اینچ) و وزن آن در حالت طبیعی ۵۲۰ کیلوگرم (۱٬۱۴۶٫۴ پوند) است.
موتور آن ۳۵۶ سی‌سی سیستم جعبه‌دندهٔ آن به صورت دستی است.